# ساسکاتون
سَسکَتون نام شهری است در استان سسکچوان کانادا. دانشگاه سسکچوان در این شهر قرار دارد و به دلیل حضور این دانشگاه و مراکز متعدد تحقیقاتی آن در حوزه‌های مختلف علوم و مهندسی، شهر سسکتون به شهر علمی کانادا معروف است. این شهر نام خود را از میوه‌ای به نام توتین سسکتون گرفته‌است. شهر سَسکَتون پرجمعیت‌ترین شهر استان سسکچوان می‌باشد که از غرب به استان آلبرتا (با خوانش اَلبرتا) و از شرق به مَنیتوبا متصل شده‌است. زبان رسمی این استان انگلیسی است.

## جمعیت
استان سسکچوان بیش از یک میلیون نفر جمعیت دارد که طبق برآوردهای سال ۲۰۱۰، بیش از ۲۶۰ هزار نفر از این جمعیت، در شهر سسکتون ساکن هستند.

## اقتصاد
اقتصاد این شهر بر پایه نفت، کشاورزی، گاز و عناصر معدنی می‌باشد. بزرگترین شرکت مبادله اورانیوم و بزرگترین تولیدکننده پتاس جهان در این شهر واقع شده‌اند. همچنین این شهر پایین‌ترین نرخ بیکاری را (۳٫۵٪) در بین شهرهای بالای ۲۰۰ هزار نفر کانادا برخوردار است.

## آب و هوا
شهر سسکتون بعنوان یکی از بهترین شهرهای کانادا برای زندگی معرفی شده‌است و براساس آمارهای داخلی دارای بهترین کیفیت آب و هوا در کانادا می‌باشد. آب و هوای سسکتون در تابستان گرم و در زمستان بسیار سرد و خشک است. میانگین دمای هوا از -40 درجه در ماه ژانویه تا 40 درجه در اوت متغیر است. به‌طور میانگین تابش آفتاب در این شهر از میانگین تابش در شهرهای کانادا بالاتر است و از این لحاظ به آفتابی‌ترین شهر کانادا معروف است.

## موزه‌های سسکتون
یکی از جاذبه‌های سسکتون افزون بر طبیعت زیبا و شهروندان مهربانش موزه‌های این شهر هستند. برخی از این موزه‌ها در زیر نام برده شده‌اند:
- موزه پیشرفت غرب
- موزه اُکراینی‌های کانادا
- پارک موزه میراث وانوسکوین
- موزه راه‌آهن سسکچوان
- موزه اکتشافات کودکان[۸]
- موزه علوم طبیعی در دانشگاه سسکچوان[۹]

## فرودگاه سَسکَتون
ورود به شهر سسکتون به‌طور مستقیم از خارج از کشور کانادا مگر از طریق ایالت متحده امکان‌پذیر نیست. از کشورهای اروپایی و آسیایی پروازی به فرودگاه سَسکَتون انجام نمی‌شود اما این فرودگاه برنامه‌های پروازی منظمی به شهرهای مختلف کانادا و شهرهای شیکاگو، لاس وگاس و … در آمریکا دارد. پروازهای فصلی به کشورهای آمریکای جنوبی مانند مکزیک، کوبا و … نیز انجام می‌شود.
|                             |
|                             |
| تصاویری از فرودگاه ساسکاتون |

## نگارخانه

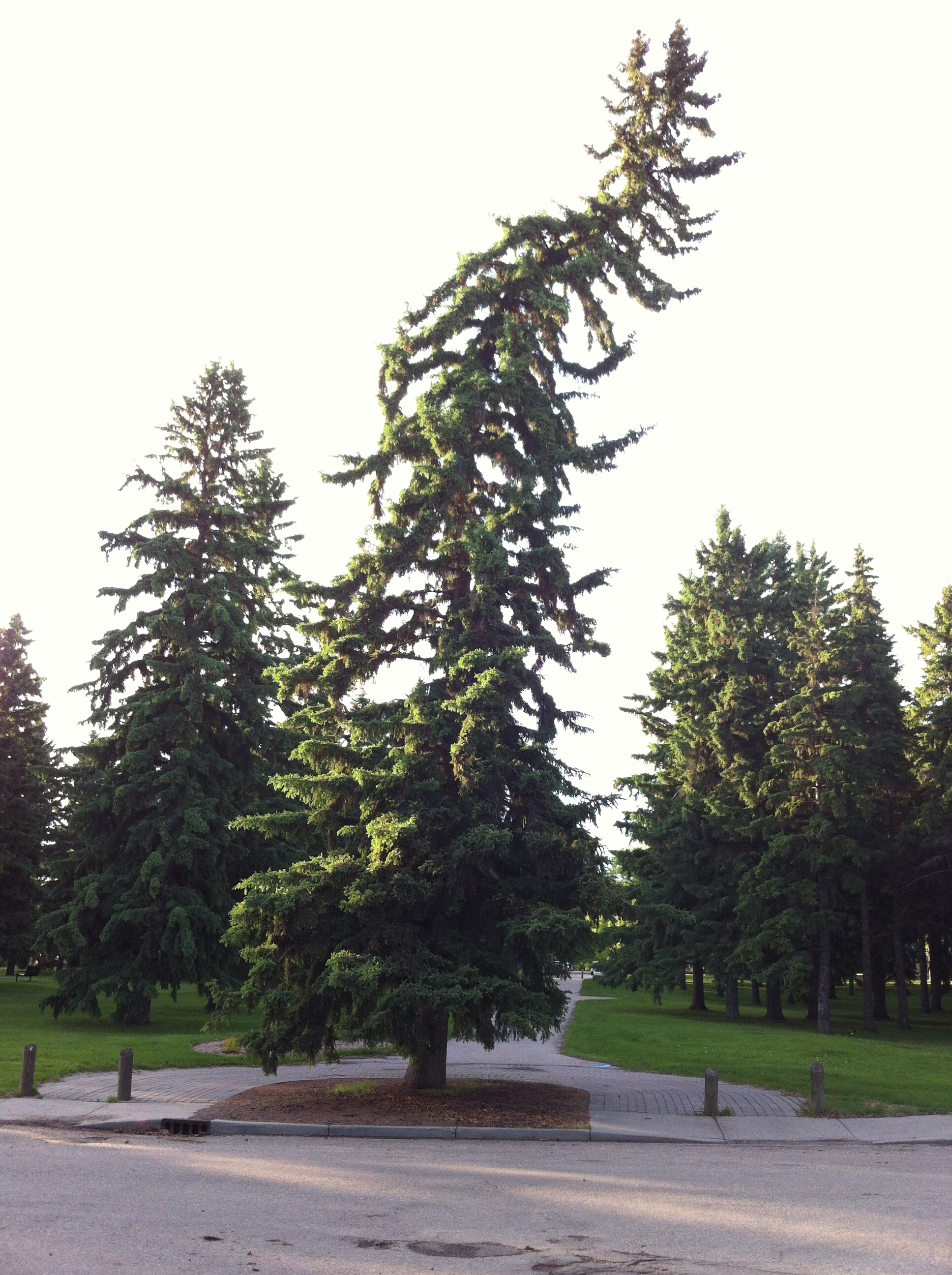
تقاطع کاج سسکتون
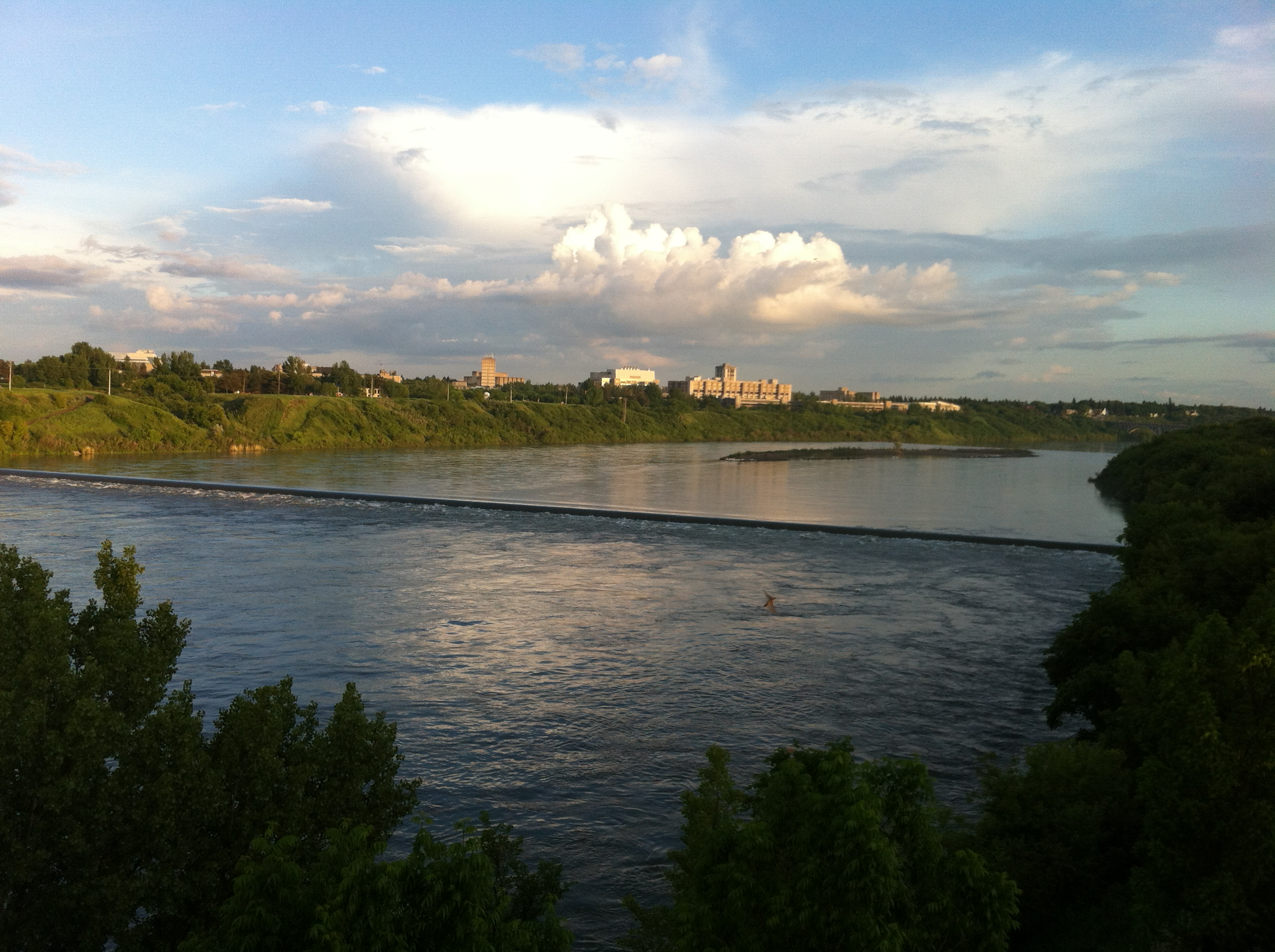
بند روی رودخانه سسکچوان در شهر سسکتون
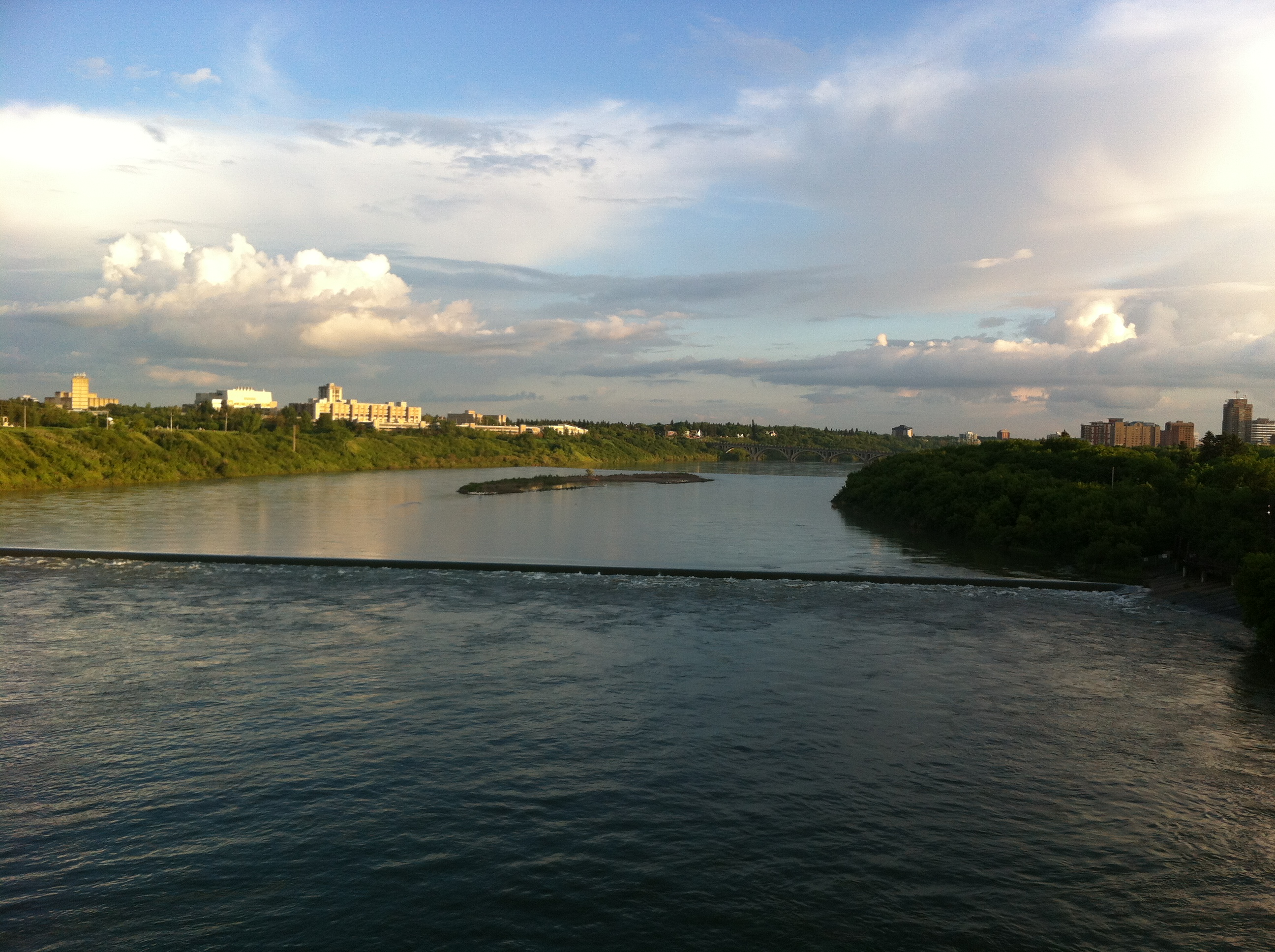
نمایی از رودخانه سسکچوان از روی پل راه آهن سسکتون